# Balans van Roberval

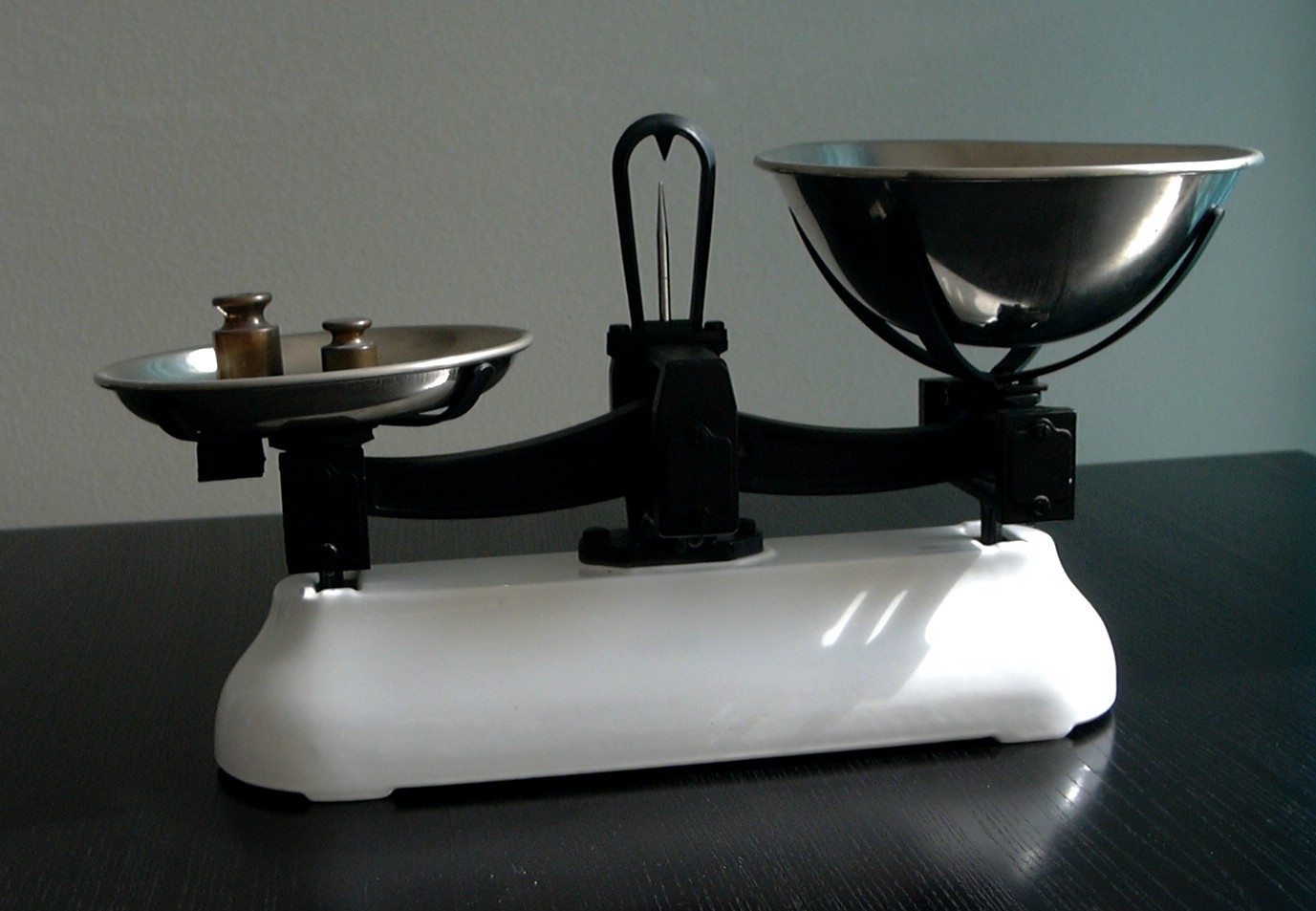
Balans Roberval van W & T Avery Ltd.

De Balans van Roberval is een balans die ontwikkeld is door de Franse wiskundige Gilles Personne de Roberval. De balans werkt volgens het hefboomprincipe. De weegposities worden door de parallelle raamconstructie horizontaal gehouden. De nauwkeurigheid is niet al te groot door de wrijving van de constructie-assen. De balans werd vroeger vooral toegepast in de handel. Groot voordeel was dat de weging niet werd beïnvloed door de plaats waar de producten op de balans werden geplaatst.
Bij het dorp Roberval in de Franse regio Hauts-de-France, waar hij in zijn jeugd doorbracht, staat een monument ter ere van hem.

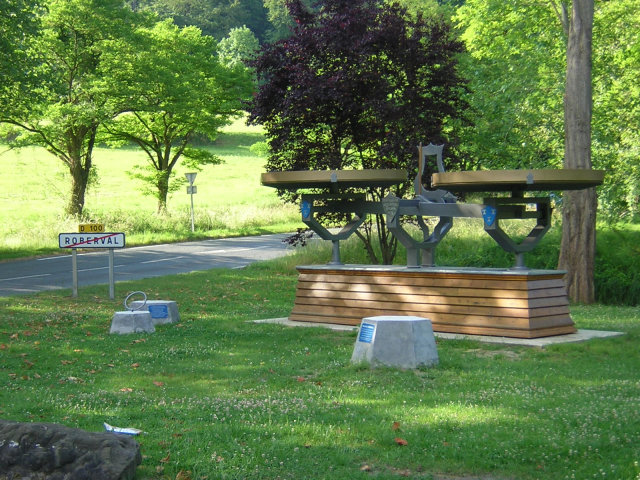
Balans van Roberval aan de rand van het dorp Roberval